# Château de Pierre-de-Bresse
 (septembre 2024).
Si vous disposez d'ouvrages ou d'articles de référence ou si vous connaissez des sites web de qualité traitant du thème abordé ici, merci de compléter l'article en donnant les références utiles à sa vérifiabilité et en les liant à la section « Notes et références ».
 (septembre 2024).
- Si vous ne connaissez pas le sujet, laissez ce bandeau (vous pouvez alors contacter les auteurs).
- Si vous supprimez le contenu mis en cause (vous pouvez préalablement contacter les auteurs),

argumentez précisément cette suppression dans la page de discussion
(un manque de référence n'est pas un argument ; une recherche réelle de référence doit avoir été effectuée, être formellement documentée).
Le château de Pierre-de-Bresse, construit en 1680 pour Claude de Thyard, comte de Bissy, est situé sur la commune de Pierre-de-Bresse en Saône-et-Loire, à la sortie du village, en plaine.
Il fait l’objet de multiples protections au titre des monuments historiques: classements en octobre 1957 et novembre 1997, et inscriptions en juillet 1945 et mai 1996.
Il abrite depuis 1981 l'Écomusée de la Bresse bourguignonne.
C'est l'un des quatorze lieux d'exception ouverts au public réunis depuis une vingtaine d'années au sein de « La Route des châteaux en Bourgogne du Sud ».

## Description
La construction comprend deux parties très nettement distinctes : d'une part les communs, et d'autre part le logis seigneurial. Chacune de ces parties est entourée de fossés remplis d'eau. On accède aux communs par un pont de pierre reliant le parc à ceux-ci, et au logis par un autre pont de pierre assurant la communication entre les deux ensembles. Ce second pont doit son originalité à quatre dès qui ornent ses extrémités et qui supportent, à l'ouest, deux lévriers, et à l'est, deux sphinx, et également pas ses parapets en fer forgé qui se prolongent de part et d'autre de la terrasse sur laquelle se trouve le château.
Les communs sont formés, de part et d'autre d'une grande cour rectangulaire, de deux corps de bâtiments oblongs, d'orientation est-ouest et précédés chacun, à l'ouest, par un petit pavillon. Une fois le premier pont franchi, on accède à une sorte de terrasse, limitée, au nord et au sud, par ces deux pavillons et à l'est par une grande grille de fer forgé. Une porte cochère sans couvrement, dans le prolongement du pont, donne accès à la première cour ; elle est constituée de deux piliers en bossages couronnés de vases d'ornement et est surmontée d'un écusson portant les armes des Thyard, entouré du collier de l'ordre du Saint-Esprit avec la devise « Retro cedere nescit », (Reculer ne sait). Les communs, qui correspondent aux anciennes écuries, remises, cuisines et logements des gens de service, sont entièrement construits en brique (matériau). Il s'agit de deux corps de bâtiments semblables, couverts de toits à croupes de tuiles et comprenant de nombreuses ouvertures donnant sur la cour intérieure. Le bâtiment nord présente six portes en plein cintre que l'on ne retrouve pas sur le bâtiment sud qui lui fait face. Qu'elles soient d'origine ou qu'elles résultent d'un remaniement, ces portes créent une diversité au sein d'un ensemble austère. Dans l'angle sud-est de la cour, se trouve un puits dont la margelle supporte une décoration en fer forgé.

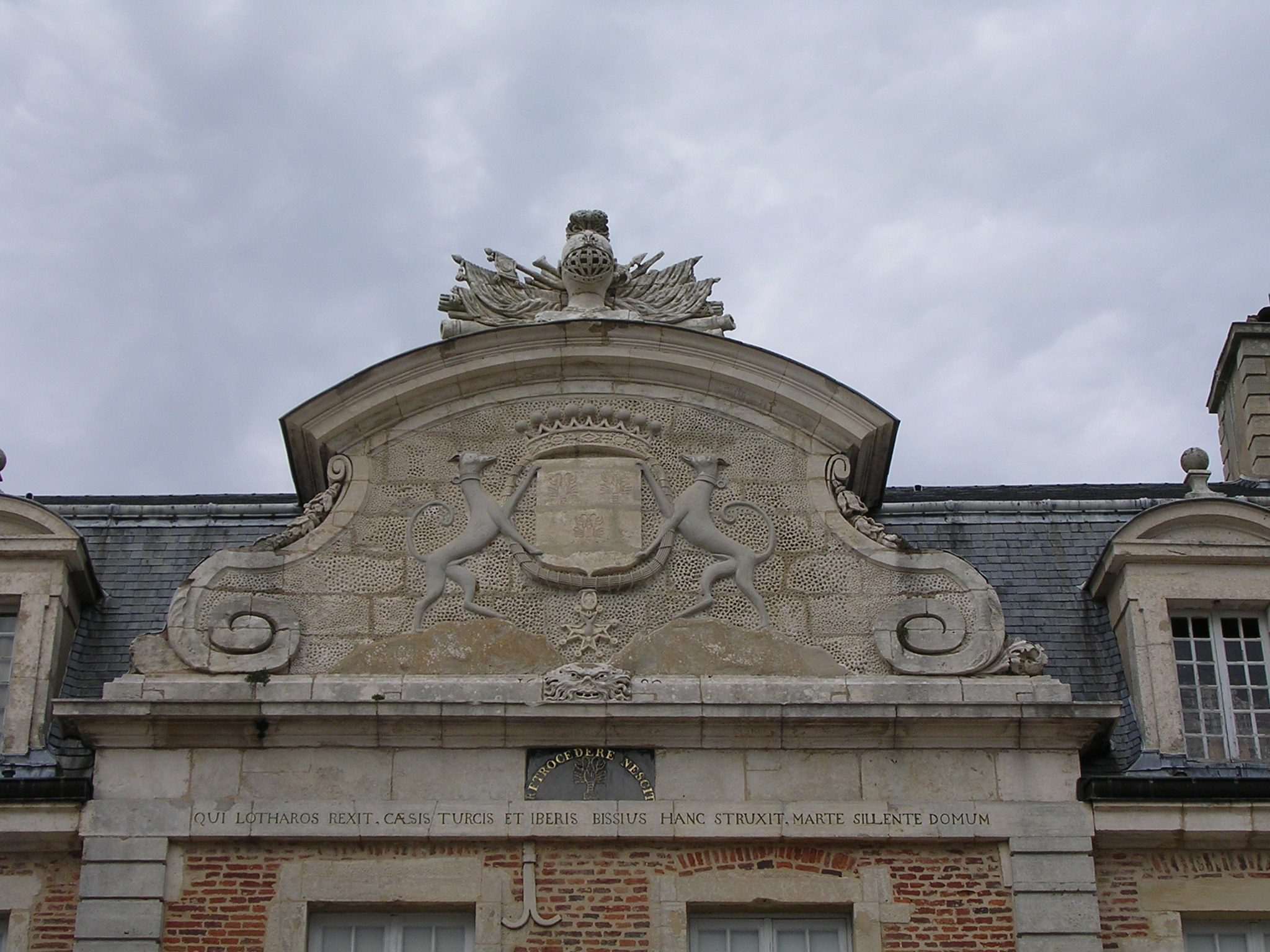
Le fronton du logis seigneurial
On y aperçoit les armes des Thiard : l'écusson aux trois écrevisses porté par deux lévriers
On y lit la devise des Thiard et une inscription latine

Construit également en brique, le château est bâtiment de plan rectangulaire, formé de trois corps en U coiffés d'un toit brisé en ardoise et cantonné de tours. Le corps de logis est animé d'un avant-corps central largement en saillie, délimité par un chaînage en pierre à refend continu. Il comprend deux travées dans lesquelles s'inscrivent deux portes au rez-de-chaussée et deux fenêtres barlongues à l'étage. Au niveau du toit, il est surmonté d'un fronton trapézoïdal composé d'une corniche et de deux rampants en forme de volutes, réunis au sommet par un arc de cercle couronné d'un trophée. Le tympan est décoré d'un bas-relief aux armes des Thyard, (écusson soutenu par deux lévriers). Sur le fronton de l'édifice, se lit l'inscription latine suivante : « Qui lotharos rexit, caesis turcis et iberis, Bissius, hanc struxit, marte silente, domum », (Bissy qui gouverna la Lorraine, tailla en pièces les Turcs et les Ibères, construisit cette demeure lorsque la paix fut revenue). De part et d'autre de l'avant-corps central, se développe un rez-de-chaussée percé de huit baies rectangulaires. À l'aplomb de celles-ci, s'alignent les huit fenêtres du bel étage, à piédroits harpés et les huit lucarnes du toit, surmontées de frontons curvilignes avec boule d'amortissement. Cette façade principale est précédée d'un portique tout le long du bâtiment, constitué d'arcades en arcs surbaissés inscrites dans des travées ioniques. Au niveau du décrochement de l'avant-corps central, les colonnes sont jumelées et engagées dans un pilastre en bossage. À l'étage noble, une balustrade court le long de la terrasse qui couvre le portique du rez-de-chaussée.

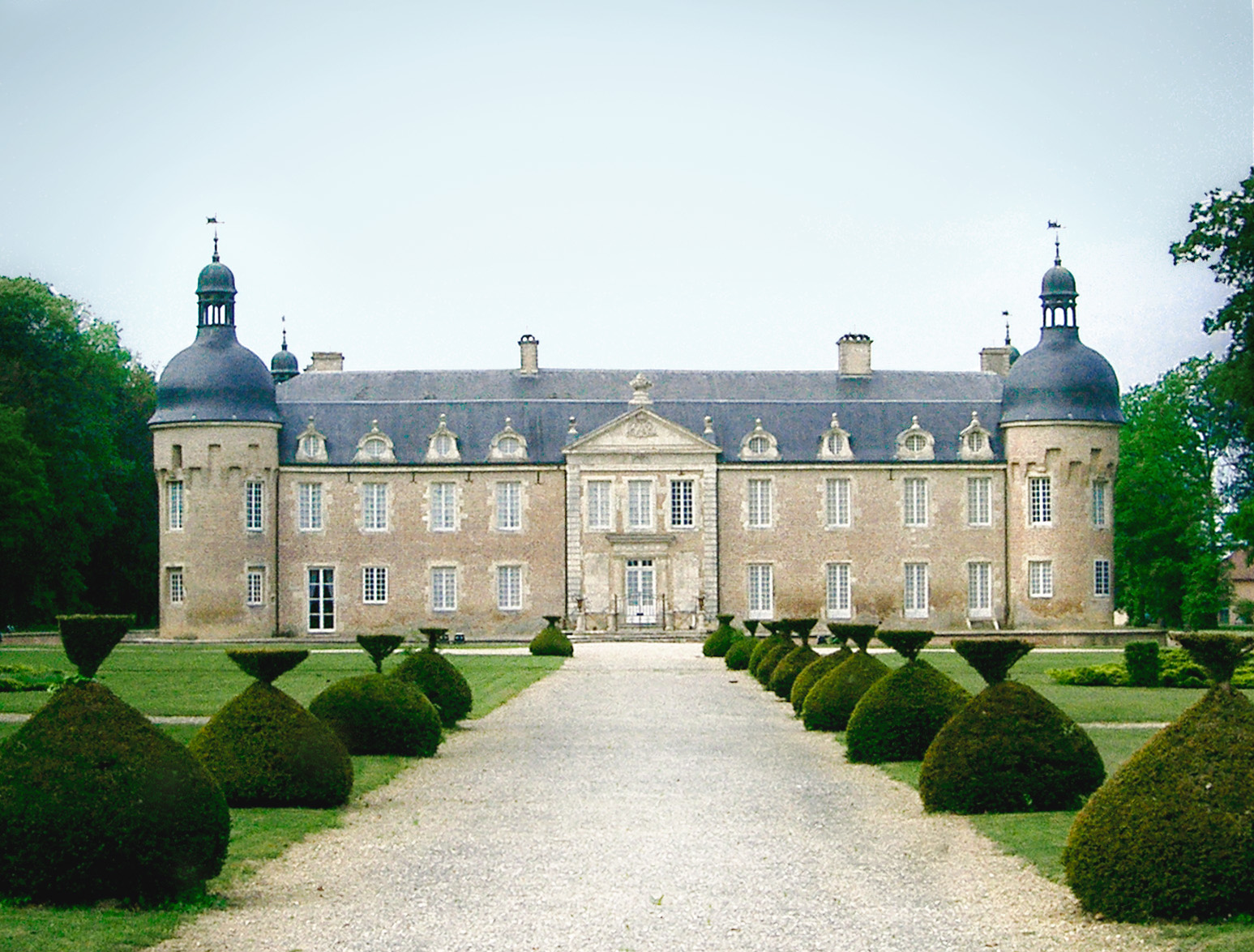
Château de Pierre-de-Bresse
Vue côté jardins.

Les deux ailes en retour d'équerre présentent la même élévation extérieure que le corps de logis. La lecture horizontale souligne toutefois quelques nuances importantes. D'abord, le péristyle a disparu et le rez-de-chaussée est percé de douze baies rectangulaires, inscrites dans une embrasure en arcades (l'arcature engagée rappelle ainsi le péristyle du corps de logis). Ensuite, un bandeau mouluré très décoratif, qui n'existait pas dans le premier bâtiment, sépare le rez-de-chaussée de l'étage. Enfin, si les douze fenêtres de l'étage correspondent exactement aux douze fenêtres du rez-de-chaussée, les lucarnes du toit ne sont qu'au nombre de six et leurs intervalles plus larges contribuent à alléger les deux façades. Un cadran solaire est disposé à l'extrémité ouest de l'aile nord.
Les trois façades donnant sur l'extérieur ne comportent pas la belle ordonnance et la symétrie des ouvertures de la cour intérieure, surtout en ce qui concerne l'aile sud. Le corps de logis, néanmoins, présente un avant-corps central surmonté d'un fronton triangulaire avec, de part et d'autre, quatre travées au rez-de-chaussée et à l'étage. Les combles diffèrent de ce qu'ils sont à l'intérieur par la forme des lucarnes alternativement rondes et ovales.
Le château se caractérise aussi par la présence de quatre tours aux angles du logis seigneurial. Si elles ont toutes une structure semblable, des différences existent. La tour nord-ouest possède quatre canonnières, deux en bas, deux au premier étage, la tour nord-est aucune, les tours sud-est et sud-ouest, deux au rez-de-chaussée. De même, seules les deux tours orientales sont couronnées de mâchicoulis. Elles sont toutes quatre couvertes de dômes en forme de bulbe surmonté d'un campanile.
Le château est la propriété du département de Saône-et-Loire. Il est ouvert au public.

## Historique
Origines
- 1092 : le cartulaire de Saint-Marcel fait état des donations de l’évêque de Chalon au prieur de Pierre « Robertus de Petra », le plus ancien seigneur connu du lieu
- XIIIe siècle : le fief appartient, en partie à la famille de Vienne, l’une des plus puissantes de Bourgogne, en partie à l’abbé de Saint-Pierre de Chalon

Famille Bouton
- 1436 : Jacques Bouton est seigneur du lieu
- 1479 : Aymard Bouton, fils du précédent, lui succède ; il est conseiller et chambellan des ducs de Bourgogne
- 1485 : Antoine Bouton, fils du précédent, lui succède, il se rallie à Louis XI ; la maison seigneuriale qu'il reconstruit est une « belle et forte maison bien fermée de bonnes et fortes murailles, environnée de quatre bonnes tours, un bon pont-levis (…) bien terrable et défendable »
- Adrien Bouton, fils du précédent, lui succède
- Christophe Bouton, fils du précédent, lui succède ; il portera le titre de baron de Pierre
- 1563 : la part possédée par l’abbé de Saint-Pierre de Chalon est vendue pour 3000 livres
- fin XVIe siècle : Claude Bouton, fils de Christophe, hérite de la baronnie et meurt sans enfant

Famille de Thyard

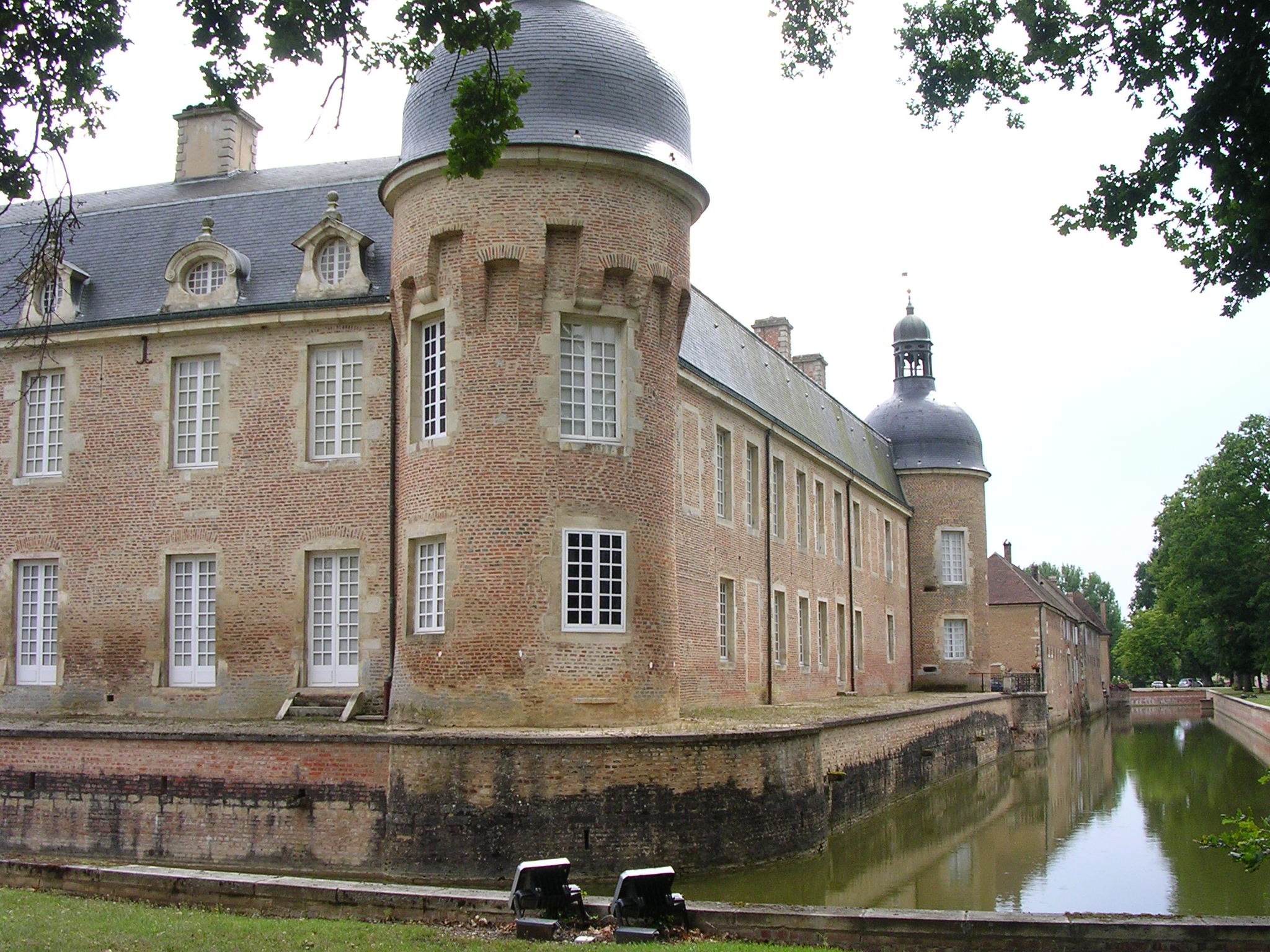
Château de Pierre-de-Bresse
L'aile Ouest vue des jardins.

- fin XVIe siècle : Claude Bouton cède son fief à son beau-frère, le poète Pontus de Thyard
- 1680 : sur l'emplacement d'une ancienne forteresse, un château est construit par Claude de Thyard, comte de Bissy (1621 - 1701), arrière-petit-neveu du précédent
- 1701 : Jacques de Thyard, marquis de Bissy (1648 - 1744), fils du précédent et de Éléonore-Angélique de Neucheze, lieutenant général des armées du roi, leur succède ; il fera aménager un parc et des jardins
- 1744 : Claude-Anne-Jacques de Thyard, marquis de Bissy, fils du précédent et de Bonne-Marguerite de Haraucourt, lieutenant général des armées du roi, leur succède
- 1748 : Henri de Thyard, marquis de Bissy, fils unique du précédent et d'Angélique-Henriette-Thérèse Chauvelin, lieutenant général des armées du roi, meurt sans postérité au siège de Maastricht; la baronnie revient à un cousin, Claude de Thyard (1721 - 1810), futur membre de l'Académie Française
- 1809 : un crime est commis le 8 août dans les allées du parc du château, sur la personne de Claude Beugnot, savetier de 47 ans. Une stèle, qui se dresse là où l'on retrouva son corps putréfié cinq semaines plus tard (le 16 septembre), rappelle ce drame[3].
- 1852 : à sa mort, Théodore de Thiard, fils du précédent, laisse deux filles.

Famille d'Estampes

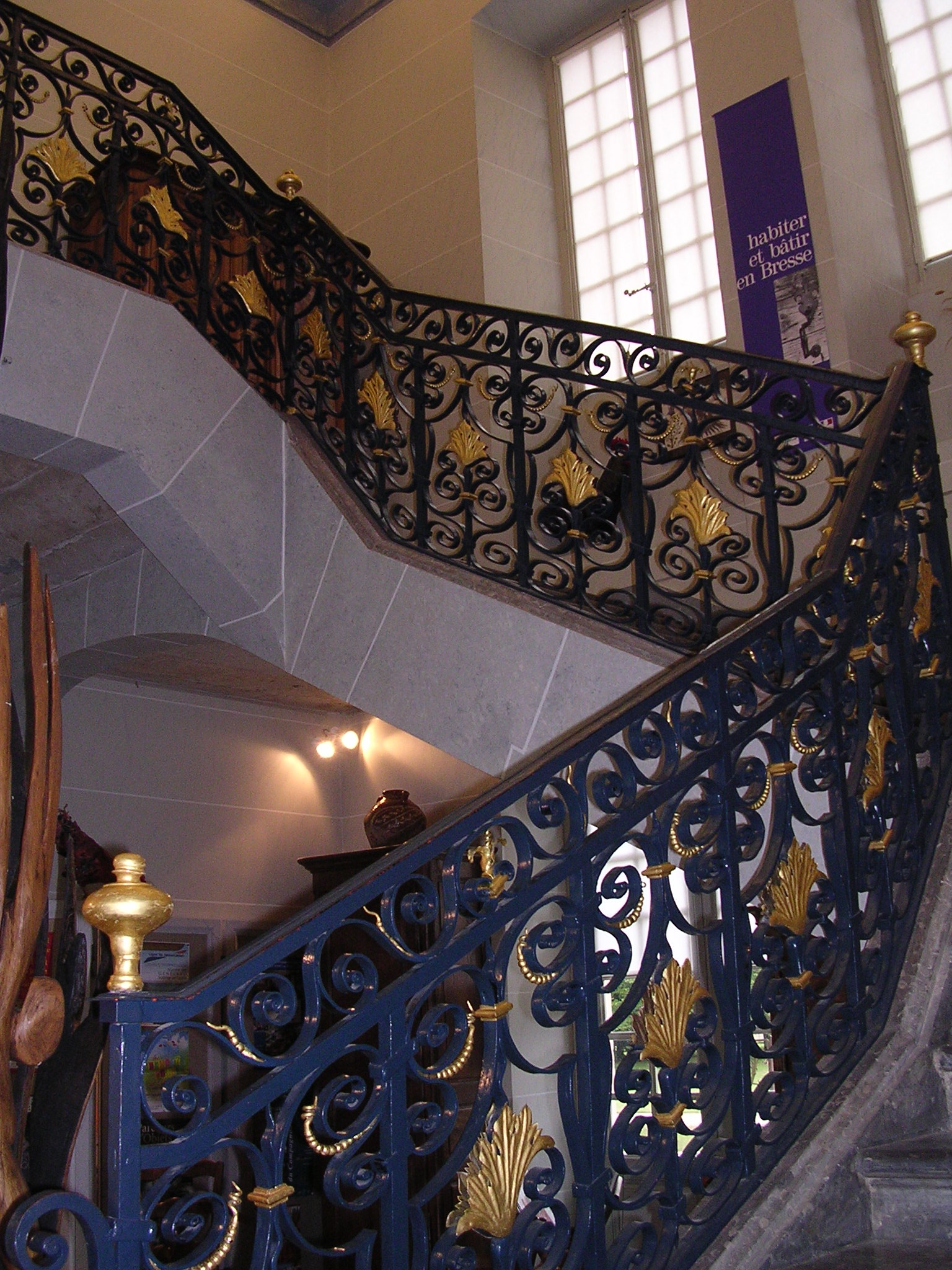
Château de Pierre-de-Bresse
L'escalier à rampe de fer forgé aux motifs dorés à la feuille.

- 1852 : Élisabeth-Blanche de Thyard de Bissy, aînée des filles du précédent, épouse de Ludovic-Omer, marquis d'Estampes (de la branche aînée de Salbris-La Ferté-Imbault-Mauny), lui succède
- 1880 : à la mort de la marquise d'Estampes, le second de ses fils, Ambroise-Théodore d'Estampes (1826 - 1889), hérite du château
- 1889 : Louis d'Estampes, cousin germain du précédent, lui succède
- 1901 : la veuve du précédent, Jeanne Bayet, d'origine belge, hérite du domaine
- 1920 : Hector d'Estampes et André d'Estampes, fils de la précédente et de Louis d'Estampes, héritent du domaine
- 1944 : un incendie ravage l'aile gauche du château mais le logis seigneurial est épargné
- 1945 : première inscription du château aux monuments historiques[1]
- 1955 : décès d'André, comte d'Estampes

Époque contemporaine
- 1956 : le département de Saône-et-Loire, à l'initiative de son président, Charles Borgeot, ancien sénateur et conseiller général de Verdun-sur-le-Doubs, acquiert le château[4].
- 1957 : classement des façades et toitures du château, des douves, de la grille d'entrée et de la perspective aux monuments historiques[1].
- 1959 : À l'initiative du département, nouveau propriétaire des lieux, les communs sont transformés en maison départementale de retraite[5].
- 1981 : le château abrite l'Écomusée de la Bresse bourguignonne[6], véritable conservatoire de la mémoire du pays bressan ; il présente à travers ses salles d'expositions permanentes le milieu naturel, l'histoire, les métiers anciens, les aspects de la vie traditionnelle et la situation économique et sociale ancienne et actuelle de la Bresse bourguignonne.
- 1996 : inscription des dépendances, des terrasses, du parc, des ponts et clôtures aux monuments historiques[1]
- 1997 : classement des intérieurs de l'aile droite aux monuments historiques[1].
- 2003 : dernière tranche de travaux effectués sur l’ensemble des ouvrages d’art (infrastructures, escarpes, contrescarpes, douves et accès aux bâtiments) pour permettre de présenter le château et ses communs dans son double écrin d’eau et de verdure.
- 2005 : le nombre de visiteurs est de 32 632 (données : Comité régional du tourisme).
- depuis 2020 : le conseil départemental de Saône-et-Loire, propriétaire, engage d'importants travaux dans les bâtiments (installation d’un ascenseur aux abords de la tour nord-est, regroupement des bureaux dans le commun nord, reprise des canalisations de chauffage dans les cours et restauration de la grille d’honneur et de son couronnement[7]) et, pour la première fois, des interventions archéologiques conduites par l’Institut national de recherches archéologiques préventives ont permis d’approcher l’histoire la plus ancienne du site (les résultats de ces investigations ont été présentés lors d’une journée d’étude organisée au château le 19 novembre 2022)[8].

### Armoiries
- Bouton : De gueules à la fasce d'or
- Estampes : D’azur à deux girons d’or mis en chevron ; au chef d’argent chargé de trois couronnes ducales de gueules, mises en fasce
- Thyard: D’or, à trois écrevisses de gueules